# Сольватохромизм
Сольватохромизм — свойство веществ изменять цвет раствора в зависимости от полярности растворителя. Отрицательный сольватохромизм соответствует гипсохромному сдвигу (в синюю область спектра), положительный — батохромному сдвигу (в красную область).

## Причины
Сольватохромизм объясняется взаимодействием молекул растворителя с разным дипольным моментом с хромофорными группами растворённого вещества.

## Примеры сольватохромизма
Самый известный пример из школьной программы — разная окраска растворов иода в полярных и неполярных растворителях. В полярных растворителях (типа спирта) иод дает коричневые растворы, в неполярных (типа бензола) — фиолетовые.
Отрицательный сольватохромизм проявляет иодид 4-(4′-гидроксистирил)-N-метилпиридиния, который в 1-пропаноле дает красную окраску, в метаноле — оранжевую, в воде — жёлтую.